# 盖世太保
秘密国家警察（德語：Geheime Staatspolizei），史稱盖世太保（Gestapo，德語發音：[ɡeˈstaːpo, ɡəˈʃtaːpo] ⓘ；又译盖斯塔波或戈斯塔鮑），是纳粹德国时期的秘密警察。蓋世太保長期由党卫队控制，隸屬国家安全部。它在成立之初是一个秘密警察组织，后加入大量党卫队人员，一起实施“最终解决方案”。
1933年春，希特勒出任魏玛共和国总理，而赫尔曼·戈林接管普鲁士警察局。戈林於1933年4月26日成立政治警察組織蓋世太保，核心成員為普魯士警察。1934年，在希特勒的調停下，希姆萊的黨衛隊接管了蓋世太保。
二战爆发之后，大量的盖世太保跟随德国国防军一同进入占领区，在那建立了众多辅警部队；这些辅警部队全部听命于盖世太保，成为其机构的一部分。蓋世太保秘密警察有“預防性逮捕權”；在納粹德國時期，成千上萬的共產黨人、左派人士、異議人士、反抗軍及猶太人等都未經法律程序被蓋世太保投入集中營，其中大多數遭到拷問、虐待，或是直接處決。

## 歷史
相傳為推舉希特勒出任魏玛共和国总理的政治交易，赫尔曼·戈林（納粹黨的第二號人物）獲委任為普魯士的內政部長，德國最大的警察隊伍普魯士警察收歸他的管轄範圍。隨即他將政治部及情報部從警隊分析出來，並安插納粹黨黨員出任要職。1933年4月26日他將這兩個部門合併，蓋世太保正式成立。
蓋世太保的第一任首席指揮官魯道夫·迪爾斯為戈林的門生，以審問國會縱火案主犯馬里努斯·范·德·盧貝的手法而聞名。1934年開始戈林自己兼任首席指揮官的職位，並試圖將蓋世太保的勢力由單純的普魯士地區擴至全國。這樣有別於德國的政治傳統，即地方政府各自為政的做法。顯然，這舉動觸及群雄的神經，很快他便與威廉·弗利克（時任納粹德國內政部長）及海因里希·希姆萊（時任納粹德國第二大勢力城邦巴伐利亞的警務處長）發生衝突。弗利克的勢力不足以與戈林獨力抗衡，他伙同希姆萊將蓋世太保吞併。1934年4月20日戈林正式將控制權移交至希姆萊。同一日希特勒任命希姆萊為全國（除普魯士地區）的警務處長。希姆萊委派萊因哈德·海德里希主管蓋世太保。盖世太保在1945年5月8日纳粹德国签署投降书后解散。

## 紐倫堡審判
1945年11月14日至1946年10月3日期間，由同盟國成立的國際軍事法庭對22個（總共24個）主要納粹戰犯作出審訊，指控包括：擾亂和平罪、危害人類罪和戰爭罪，當中19人被定罪，12人被判死刑。蓋世太保與納粹黨衛隊一起被定性為犯罪組織。

## 後續
1997年，位於科隆的舊蓋世太保總部被翻新為「EL-DE Haus」－一個紀錄及展示蓋世太保相關檔案及歷史文物的博物館。

## 圖片集

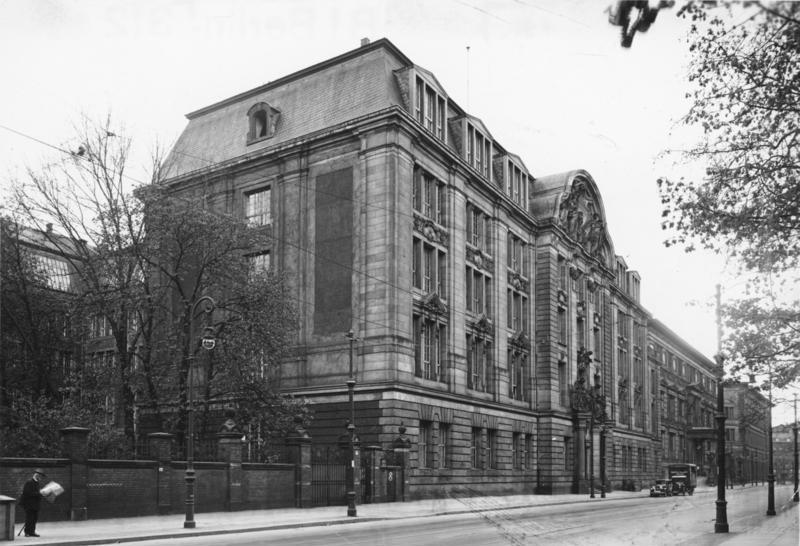
位於柏林阿爾布雷希特王子大街8號的蓋世太保總部（攝於1933年）
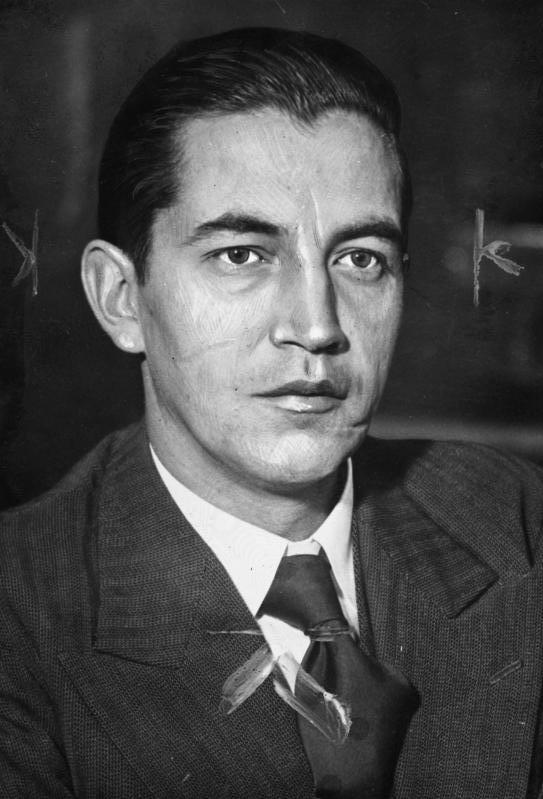
魯道夫·迪爾斯
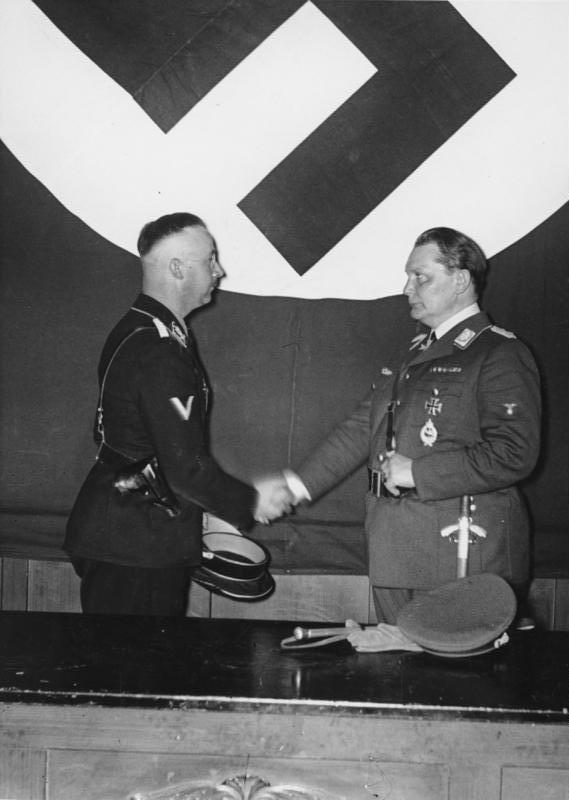
1934年戈林將控制權移交至希姆萊，图为两人握手
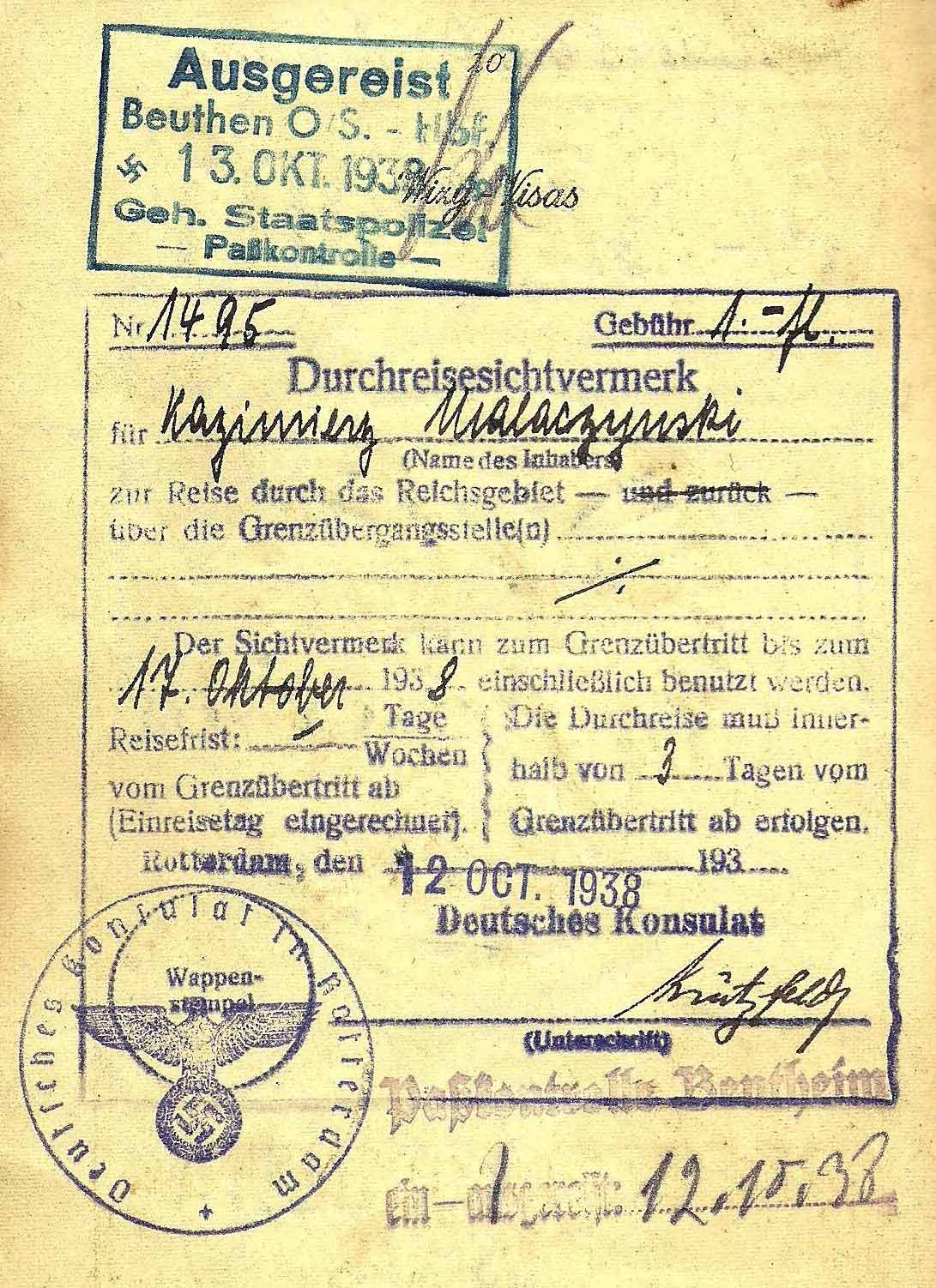
1938年蓋世太保颁发的一张过境签证
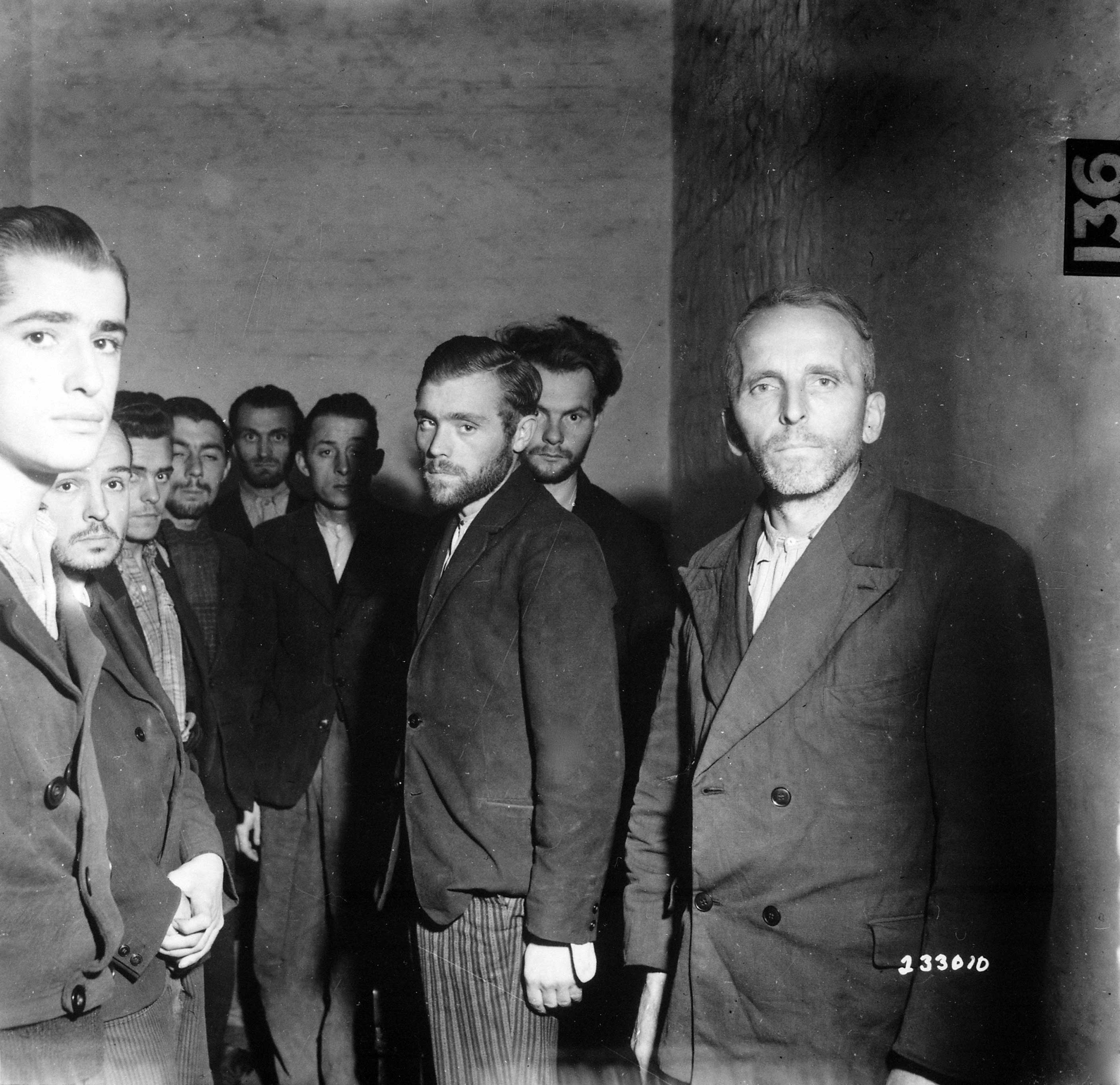
比利時解放後被囚禁於Citadel of Liège的蓋世太保

## 相關藝術文化
- 電影
  - 《兔嘲男孩》（2019年），史蒂芬·默錢特飾劇中納粹黨蓋世太保